# Марньи-ле-Компьень
Марньи-ле-Компьень (фр. Margny-lès-Compiègne) — город на севере Франции, регион О-де-Франс, департамент Уаза, округ Компьень, кантон Компьень-1. Находится в 63 км к юго-востоку от Амьена и в 73 км к северо-востоку от Парижа. Находится на северном берегу реки Уаза, которая отделяет его от Компьеня, с которым Марньи-ле-Компьень фактически образует единую агломерацию. На территории города, на берегу Уазы, находится железнодорожная станция Компьень линии Крей-Жёмон.
Население (2018) — 8 521 человек.

## История
В 1430 году на обширном лугу у Марньи, бывшем на протяжении нескольких веков ареной многочисленных рыцарских турниров, бургундские войска взяли в плен национальную героиню Франции Жанну д'Арк и её брата Пьера.

## Экономика
Компания Франс Телеком открыла в городе технический и коммерческий центр, обслуживающий север Франции.
Структура занятости населения:
- сельское хозяйство — 0,5 %
- промышленность — 4,6 %
- строительство — 17,9 %
- торговля, транспорт и сфера услуг — 39,6 %
- государственные и муниципальные службы — 37,4 %

Уровень безработицы (2017) — 14,8 % (Франция в целом — 13,4 %, департамент Уаза — 13,8 %). 

Среднегодовой доход на 1 человека, евро (2018) — 22 110 (Франция в целом — 21 730, департамент Уаза — 22 150).

## Демография
Динамика численности населения, чел.

## Администрация
Пост мэра Марньи-ле-Компьеня с 1995 года занимает Бернар Эллаль (Bernard Hellal). На муниципальных выборах 2020 года возглавляемый им центристский список победил в 1-м туре, получив 59,00 % голосов.
| Период | Период | Фамилия       | Партия                                                | Примечания                                               |
| ------ | ------ | ------------- | ----------------------------------------------------- | -------------------------------------------------------- |
| 1971   | 1981   | Эме Деннель   |                                                       |                                                          |
| 1981   | 1989   | Робер Дюбуа   |                                                       |                                                          |
| 1989   | 1995   | Морис Ренье   |                                                       |                                                          |
| 1995   |        | Бернар Эллаль | Социалистическая партия Союз демократов и независимых | старший инженер территориального отделения компании SNCF |

## Города-побратимы
- Меанна, Нигер (2001)
- Мальборк, Польша (2004)